# Elite Yankee Saburo
Elite Yankee Saburo è un dorama stagionale primaverile prodotto e trasmesso da TV Tokyo in 12 puntate nel 2007. Due anni dopo è stato seguito da una versione cinematografica,con lo stesso protagonista, diretta da Yūdai Yamaguchi.

## Trama
Tratto da una serie manga, la storia racconta le vicende di Saburo Oookochi, un ragazzo di liceo buono e timido, a differenza dei due fratelli maggiori, che col tempo s'eran guadagnati la fama di boss della scuola. All'arrivo di Saburo, tutti credono che anch'egli sia un capobanda cattivissimo (un "elite yankee").

## Protagonisti
- Hideo Ishiguro - Ookochi Saburo
- Kana Kurashina - Asai Haruna
- Toshiyuki Itakura - Kawai Seiya
- Jun Hashimoto - Ishii Takeshi
- Tetsuhiro Ikeda - un insegnante
- Mitsuki Koga - Maeda Naoya
- Kousaku Tsuda - Seki Unryuu
- Go Ibusuki -
- Shou Nishino - Rina
- Tsukasa Minami - Mika
- Mei Itoya - Maki
- Kazuyoshi Ozawa - Ookochi Jiro
- Hitoshi Ozawa - Ookochi Ichiro
- Sotaro
- Yui Arakawa
- Ryodaro Shimizu
- Junpei Nishimura
- Kensuke Sugie
- Juu Fuyumoto
- Yohei Kato
- Yukito Saika
- Nobuhiro Morimoto
- Kenta Miyasaka - Saburo da bambino